# Ralph Thut
Ralph Thut (* 1943 in Klosters) ist ein Schweizer Architekt und Professor.

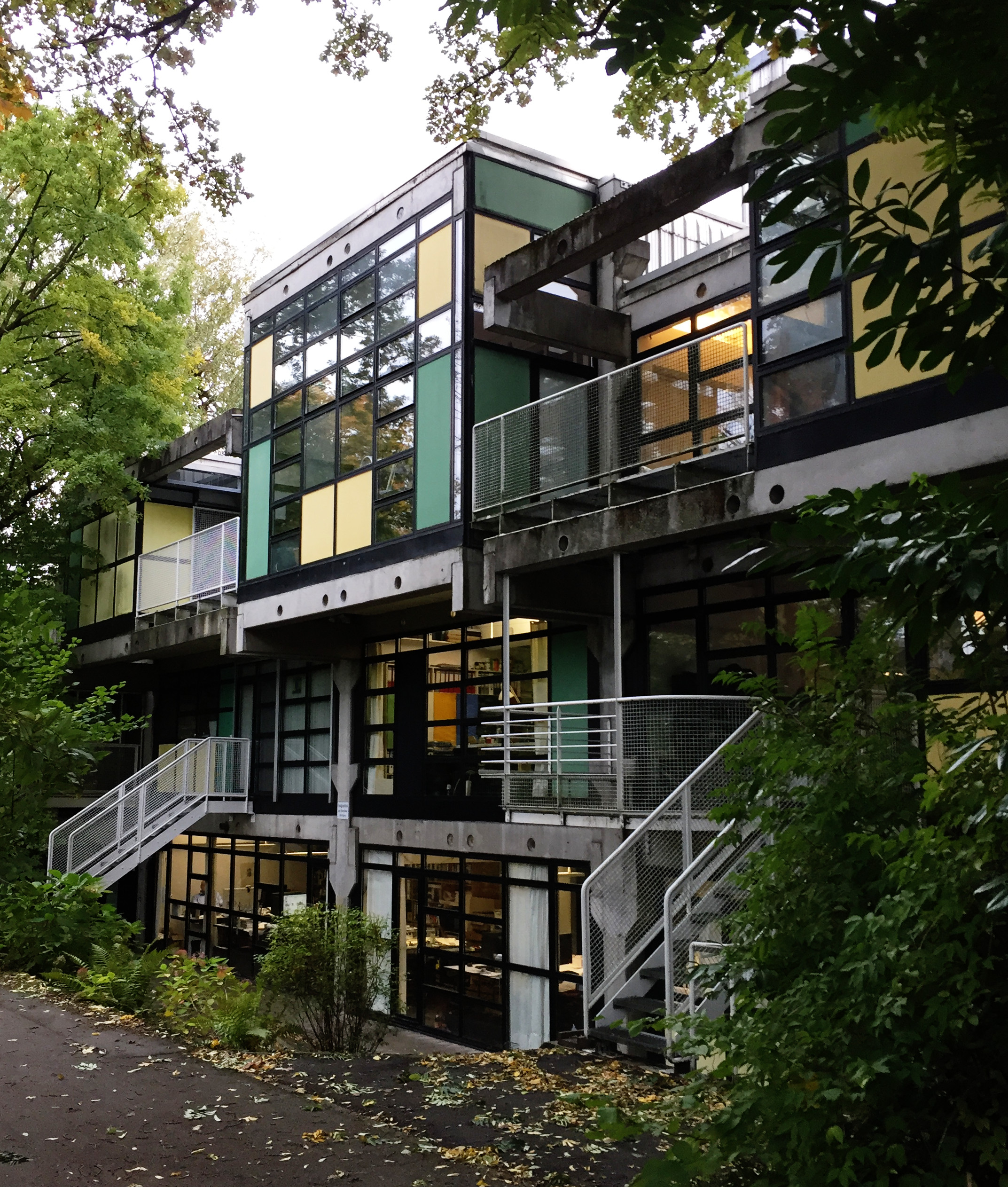
Terrassenhäuser, München-Schwabing

## Werdegang
Ralph Thut studierte Architektur an der Akademie der Bildenden Künste Wien und der Akademie der Bildenden Künste München. Zwischen 1969 und 1971 arbeitete er mit Otto Steidle zusammen. Ab 1972 war er als freischaffender Architekt tätig und führte zusammen mit seiner Frau Doris Thut ein gemeinsames Architekturbüro in München.
Mitgliedschaften
Ralph Thut ist Mitglied im Bund Deutscher Architekten.

## Bauten
Das Wohnhaus für sechs Familien in Perlach gilt als frühes Pionierbauwerk vom ökologischen und energetischen Bauens.
- 1969–1971: Reihenhäuser Pflegerstraße, München-Obermenzing mit Otto Steidle und Rüdiger Neuland
- 1968–1976: Wohnanlage Genter Straße, München-Schwabing mit Otto Steidle[4][5]
- 1975–1978: Wohnhaus, München-Perlach[6]
- 1980: Squashhalle, Pasing (Mitarbeiter: Josef Peter Meier-Scupin)[3]
- 1981–1984: Experimentelle Wohnanlage, Erding[7]
- 1990: Wohnanlage Seitenbachweg, Salzburg[8]
- Wohn- und Atelierhaus Bollinger, München[9]

## Ehrungen und Preise
- Terrassenhäuser, München-Schwabing stehen unter Denkmalschutz und sind in der Liste der Baudenkmäler in Schwabing eingetragen[10]
- 1979: Deutscher Architekturpreis für Wohnhaus, München-Perlach
- 2022: Klassik Nike für Wohnanlage Genter Straße in München-Schwabing[11]

## Ehemalige Mitarbeiter
- Josef Peter Meier-Scupin